# Distrito de Junagadh
El distrito de Junagadh es un distrito del estado de Guyarat (India). Según el censo de 2011, tiene una población de 1 527 329 habitantes.
Comprende una superficie de 5093.96 km².
El centro administrativo es la ciudad de Junagadh.
En el año 2013 se creó el distrito de Gir Somnath con parte del territorio de Junagadh, lo que redujo significativamente la superficie y la población del distrito registrada en el último censo.

## Localidades
- Chorvad
- Joshipura